# Tần Thụ Đồng
Tần Thụ Đồng (tiếng Trung giản thể: 秦树桐, bính âm Hán ngữ: Qin Shù Tóng, sinh tháng 11 năm 1963, người Hán) là tướng lĩnh Quân Giải phóng Nhân dân Trung Quốc. Ông là Thượng tướng Quân Giải phóng Nhân dân Trung Quốc, Ủy viên Ủy ban Trung ương Đảng Cộng sản Trung Quốc khóa XX, hiện là Chính ủy Lục quân Trung Quốc. Ông nguyên là Chủ nhiệm Bộ Công tác chính trị Lục quân; Chính ủy Tập đoàn quân 75, Lục quân Chiến khu Nam Bộ; Chính ủy Tập đoàn quân 72, Lục quân Chiến khu Đông Bộ.
Tần Thụ Đồng là đảng viên Đảng Cộng sản Trung Quốc. Ông có sự nghiệp từng công tác ở bốn tập đoàn quân khác nhau thuộc hệ thống lục quân trước khi trở thành Chính ủy Lục quân.

## Xuất thân và giáo dục
Tần Thụ Đồng sinh tháng 11 năm 1963 tại huyện Khương Yển, nay là quận Khương Yển, địa cấp thị Thái Châu, tỉnh Giang Tô, Cộng hòa Nhân dân Trung Hoa. Ông lớn lên và tốt nghiệp phổ thông ở Khương Yển, theo học các khóa học quân sự tại trường quân sự trong những năm công tác, được kết nạp Đảng Cộng sản Trung Quốc vào năm 1985.

## Sự nghiệp

### Các giai đoạn
Tần Thụ Đồng nhập ngũ Quân Giải phóng Nhân dân Trung Quốc vào năm 1981 ở lực lượng Tập đoàn quân 12, nay là Tập đoàn quân 71. Trong những năm tại quân ngũ, ông lần lượt là Chính ủy Trung đoàn bộ binh, Chính ủy Lữ đoàn bộ binh 34 đóng tại Cú Dung, sau đó đổi thành Lữ đoàn hợp thành 34 của Lục quân Chiến khu Đông Bộ. Sau đó, ông là Chính ủy Sư đoàn Tăng thiết giáp 2 và là Phó Chủ nhiệm Bộ Chính trị Tập đoàn quân 71 của Chiến khu Đông Bộ. Tháng 3 năm 2013, ông được bổ nhiệm làm Chủ nhiệm Bộ Chính trị Tập đoàn quân 31, nay là Tập đoàn quân 73, thăng lên làm Phó Chính ủy lực lượng này từ tháng 7 năm 2014, đồng thời được phong quân hàm Thiếu tướng vào cùng giai đoạn. Tháng 9 năm 2015, ông được điều sang Tập đoàn quân 1, nay là Tập đoàn quân 72, nhậm chức Chính ủy, và công tác tại đủ ba tập đoàn quân 71, 72, 73 của Lục quân Chiến khu Đông Bộ. Đến tháng 3 năm 2017, ông được điều sang Chiến khu Nam Bộ, nhậm chức Chính ủy Tập đoàn quân 75.

### Lục quân Trung Quốc
Tháng 4 năm 2018, Tần Thụ Đồng được điều lên trung ương, nhậm chức Chủ nhiệm Bộ Công tác chính trị của Lục quân, được phong hàm Trung tướng vào tháng 6 năm 2019. Đến tháng 1 năm 2021, Quân ủy Trung ương quyết định bổ nhiệm ông làm Chính ủy Lục quân Quân Giải phóng Nhân dân Trung Quốc, đồng thời ông được nhà lãnh đạo Tập Cận Bình phong quân hàm Thượng tướng vào thời điểm này, cùng phối hợp với Tư lệnh Lưu Chấn Lập chỉ huy Lục quân Trung Quốc. Giai đoạn đầu năm 2022, ông được bầu làm đại biểu tham gia Đại hội Đảng Cộng sản Trung Quốc lần thứ XX từ đoàn Quân Giải phóng và Vũ cảnh. Trong quá trình bầu cử tại đại hội, ông được bầu làm Ủy viên Ủy ban Trung ương Đảng Cộng sản Trung Quốc khóa XX.

## Lịch sử thụ phong quân hàm
| Quân hàm |             |             | Thượng tướng |  |  |  |  |  |  |  |  |
| Cấp bậc  | Thiếu tướng | Trung tướng | Thượng tướng |  |  |  |  |  |  |  |  |
|          |             |             |              |  |  |  |  |  |  |  |  |